# Blastocerus
A Blastocerus az emlősök (Mammalia) osztályának párosujjú patások (Artiodactyla) rendjébe, ezen belül a szarvasfélék (Cervidae) családjába és az őzformák (Capreolinae) alcsaládjába tartozó nem.

## Rendszerezés
A nembe az alábbi 1 élő faj és 2 fosszilis faj tartozik:
- lápi szarvas (Blastocerus dichotomus) (Illiger, 1815)[1] - típusfaj

- †Blastocerus arpeitianus
- †Blastocerus extraneus